# Liste der Kulturgüter in Kirchleerau
Die Liste der Kulturgüter in Kirchleerau enthält alle Objekte in der Gemeinde Kirchleerau im Kanton Aargau, die gemäss der Haager Konvention zum Schutz von Kulturgut bei bewaffneten Konflikten, dem Bundesgesetz vom 20. Juni 2014 über den Schutz der Kulturgüter bei bewaffneten Konflikten sowie der Verordnung vom 29. Oktober 2014 über den Schutz der Kulturgüter bei bewaffneten Konflikten unter Schutz stehen.
Objekte der Kategorie A sind im Gemeindegebiet nicht ausgewiesen, Objekte der Kategorie B sind vollständig in der Liste enthalten, Objekte der Kategorie C fehlen zurzeit (Stand: 1. Januar 2023). Unter übrige Baudenkmäler sind weitere geschützte Objekte zu finden, die in der Bau- und Nutzungsordnung der Gemeinde verzeichnet und nicht bereits in der Liste der Kulturgüter enthalten sind.

## Kulturgüter
| Foto |                                                                         | Objekt                                             | Kat. | Typ | Standort                         | Beschreibung |
| ---- | ----------------------------------------------------------------------- | -------------------------------------------------- | ---- | --- | -------------------------------- | --- |
| ja   | Datei hochladen · Wikidata zu Reformierte Kirche Kirchleerau (Q1405001) | Evangelisch-reformierte Pfarrkirche KGS-Nr.: 15461 | B    | G   | Kirchenweg 314.1 647635 / 236352 | 1595 im spätgotischen Stil erbautes Kirchengebäude, die romanischen Mauern des Kirchenschiffs gehen bis auf das 11. Jahrhundert zurück. Einfache Saalkirche mit flacher Holzdecke und Satteldach.  |
| BW   | Datei hochladen · Wikidata zu Ehemalige Untervogtei (Q29576276)         | Ehemalige Untervogtei KGS-Nr.: 15462               | B    | G   | Dorfstrasse 45 647653 / 236270   | 1663 erbautes, weiss verputztes Wohnhaus mit Grundmauern mittelalterlichen Ursprungs, früher Sitz des Untervogts. Krüppelwalmdach mit vorkragender verschalter Giebellaube auf geschnitzten Bügen. |

## Übrige Baudenkmäler
| ID  | Foto |                 | Objekt                                          | Typ | Standort                         | Beschreibung |
| --- | ---- | --------------- | ----------------------------------------------- | --- | -------------------------------- | ------------ |
| 901 | BW   | Datei hochladen | Altes Schulhaus (frühes 19. Jh.)                | G   | Dorfstrasse 69 647545 / 236269   |              |
| 903 | BW   | Datei hochladen | Bauernhaus (1796/1809)                          | G   | Körbelstrasse 28 647981 / 236173 |              |
| 904 | BW   | Datei hochladen | Bauernhaus (18. Jh./1842)                       | G   | Dorfstrasse 42 647676 / 236306   |              |
| 905 | BW   | Datei hochladen | Bauernhaus mit Laden (um 1920/25), nur Wohnteil | G   | Grundstrasse 256 647698 / 236075 |              |
| 906 | BW   | Datei hochladen | Wohnhaus (1862)                                 | G   | Körbelstrasse 29 647888 / 236225 |              |
| 907 | BW   | Datei hochladen | Türe zu Bauernhaus Nr. 59 (1801)                | K   | Grundstrasse 259 647663 / 236067 |              |
| 908 | BW   | Datei hochladen | Speicher (1764)                                 | G   | Grundstrasse 259 647679 / 236078 |              |
| 909 | BW   | Datei hochladen | Dorfbrunnen (1869)                              | K   | Dorfstrasse 45 647657 / 236278   |              |
| 911 | BW   | Datei hochladen | Ehemaliges Bauernhaus (1802/1813)               | G   | Dorfstrasse 23 647864 / 236321   |              |

Legende: Siehe Legende der Liste der Kulturgüter von nationaler und regionaler Bedeutung. Anstelle der KGS-Nummer wird als Objekt-Identifikator (ID) die Inventar- oder Gebäudenummer in der Bau- und Nutzungsordnung der Gemeinde verwendet.